# Superhero Movie
Superhero Movie ist eine US-amerikanische Parodie von David Zucker aus dem Jahr 2008. Die Handlung folgt im Wesentlichen Spider-Man. Drehbuchautor war Craig Mazin, der bereits bei Scary Movie 3 und Scary Movie 4 mit Zucker zusammenarbeitete.

## Handlung
Rick Riker lebt bei seiner Tante Lucille und seinem Onkel Albert Adams. In der Schule ist er schüchtern und unbeliebt. Auf einem Schulausflug wird er von einer genetisch manipulierten Libelle gebissen und entwickelt daraufhin Superkräfte: die proportional vergrößerte Kraft, Geschwindigkeit und Wendigkeit einer Libelle, die Fähigkeit Wände zu erklettern und einen besonderen „Libellensinn“ für Gefahren.
Kurzerhand bekämpft Rick als „Dragonfly“ das Böse, doch stellt sich jemand seinem Schicksal in den Weg: Lou Landers. Nach einem schiefgegangenen Experiment entwickelt auch Lou Superkräfte. Er kann einer Person die Lebenskraft stehlen und sucht so die Unsterblichkeit unter dem Namen „Sanduhr“. Durch ihn wird auch Ricks Tante im Film getötet. Nachbarin und Mitschülerin Jill verliebt sich in Dragonfly, weiß allerdings nicht, dass Rick Dragonfly ist. Gleichzeitig kommt Jill auch Rick näher, aber nachdem die beiden schon so gut wie zusammen waren, beschließt Rick, dass sie doch nicht zusammen sein können, wohl um Jill nicht zu gefährden. Schließlich hat Rick Riker keine Lust mehr auf Dragonfly und hört auf. Doch nach ein paar Tagen gelingt es Onkel Albert Rick Riker zu überreden, dass er wieder mit Dragonfly anfangen soll. Dragonfly geht dann zu einer Friedenspreisverleihung. Dort kann er noch die Sanduhr erledigen. Schließlich findet Jill heraus, dass Rick Riker Dragonfly ist.

## Besetzung / Synchronsprecher
| Rolle                              | Darsteller           | Dt. Synchronsprecher     |
| ---------------------------------- | -------------------- | ------------------------ |
| Rick Riker/Dragonfly               | Drake Bell           | Marius Clarén            |
| Jill Johnson                       | Sara Paxton          | Dascha Lehmann           |
| Lou Landers/Hourglass/die Sanduhr  | Christopher McDonald | Engelbert von Nordhausen |
| Uncle Albert Adams                 | Leslie Nielsen       | Klaus Sonnenschein       |
| Aunt Lucille Adams                 | Marion Ross          | Christel Merian          |
| Mrs. Xaviar                        | Regina Hall          | Bianca Krahl             |
| Bankangestellter                   | Kurt Fuller          | Bernd Rumpf              |
| Invisible Girl/die Unsichtbare     | Pamela Anderson      | Christin Marquitan       |
| Human Torch/die menschliche Fackel | Simon Rex            | Christian Gaul           |
| Carlson                            | Dan Castellaneta     | Uwe Büschken             |
| Dr. Strom                          | Brent Spiner         | Bodo Wolf                |
| Lance Landers                      | Ryan Hansen          | Tommy Morgenstern        |
| Trey                               | Kevin Hart           | Marcel Collé             |
| Professor Xaviar                   | Tracy Morgan         | Thomas Petruo            |

## Hintergrund
- In Deutschland startete der Film am 24. Juli 2008. In den USA erschien schon vorher die Unrated-Fassung auf DVD.
- Im Film werden einige Filme des Superhelden-Genres – vor allem Spider Man – parodiert. Unter anderem:
  - Spider-Man
  - X-Men
  - Fantastic Four
  - Batman
  - Superman
  - Blade
  - Das Phantom
  - Matrix

## Kritiken
Vergleichbar mit den Filmen Fantastic Movie, Date Movie und Meine Frau, die Spartaner und ich erhielt auch Superhero Movie größtenteils negative Kritiken.

„Weitgehend an Sam Raimis Film "Spider-Man" angelehnte, wenig gelungene Parodie auf Superhelden-Filme, die ihren Witz in erster Linie aus einer Aneinanderreihung schaler Gags bezieht. Dabei werden bekannte Szenen aus den einschlägigen Genre-Vorbildern veralbernd "nachgespielt", ohne dass der Film Biss oder gar Eigenständigkeit erreicht.“

„Die von David Zucker ("Die nackte Kanone") produzierte "Spider-Man"-Parodie erreicht zwar nie die Klasse seiner früheren Filme, und einige Gags ergeben selbst für Kenner des Originals keinen Sinn. Doch dafür gibt es eine köstliche Tom-Cruise-Verarsche, ein Wiedersehen mit Leslie Nielsen und lustige Bonusszenen nach dem Abspann.“

„Superhero Movie funktioniert, sofern der Zuschauer mit realistischen Erwartungen an den Film herangeht, als Spider-Man-Persiflage noch halbwegs. Wer sich aber eine unterhaltende Parodie auf das Comic-Genre als Ganzes erhofft, wird enttäuscht. Zu lieblos und beliebig werden die Figuren aus X-Men & Co. in den Plot eingebunden, der Humor bleibt deshalb fast zwangsläufig auf der Strecke. Zumindest Totalausfälle wie Meine Frau, die Spartaner und ich lässt Superhero Movie aber hinter sich.“

## Auszeichnungen
- 2008: Teen Choice Award, Choice Movie Breakout Male, für Drake Bell